# الکساندر استفانوویچ
الکساندر استفانوویچ (روسی: Алекса́ндр Бори́сович Стефа́нович؛ ۱۳ دسامبر ۱۹۴۴ – ۱۳ ژوئیهٔ ۲۰۲۱) کارگردان فیلم، فیلم‌نامه‌نویس و تهیه کنندهٔ اهل کشور اتحاد جماهیر شوروی سوسیالیستی بود. وی بین سال‌های ۱۹۶۷ تا ۲۰۲۱ میلادی فعالیت می‌کرد.
وی همچنین برندهٔ جوایزی همچون نشان دوستی شده‌است.